# Geopelia cuneata
Geopelia cuneata là một loài chim trong họ Columbidae.

## Hình ảnh

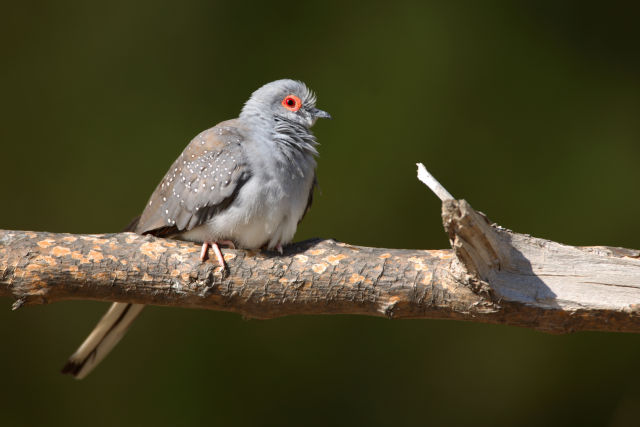
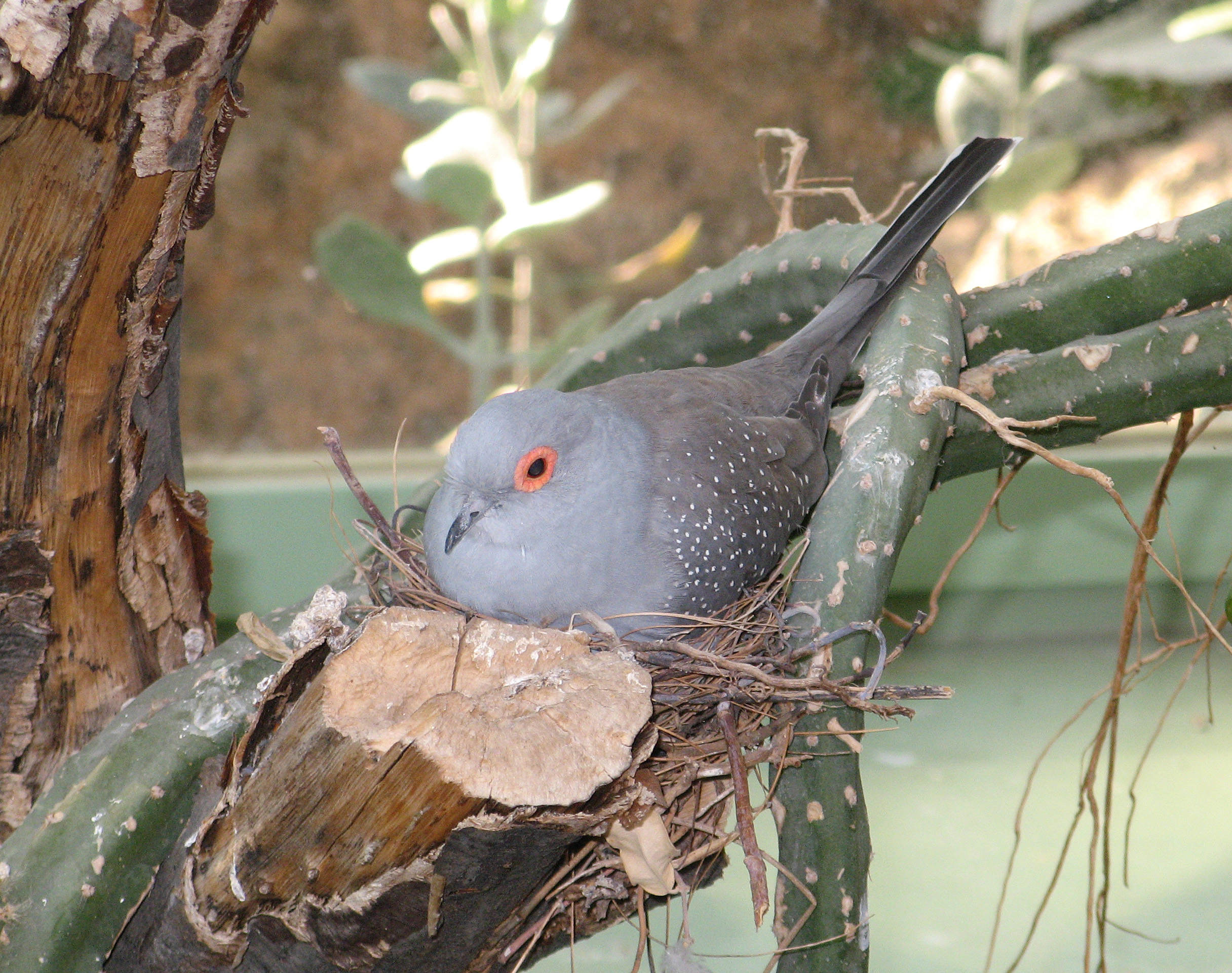
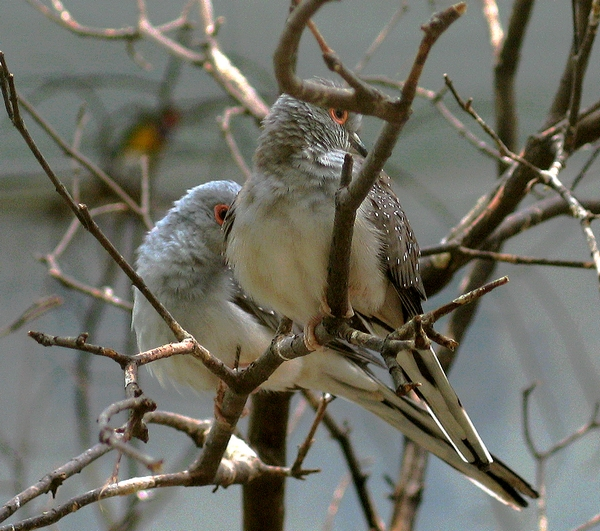
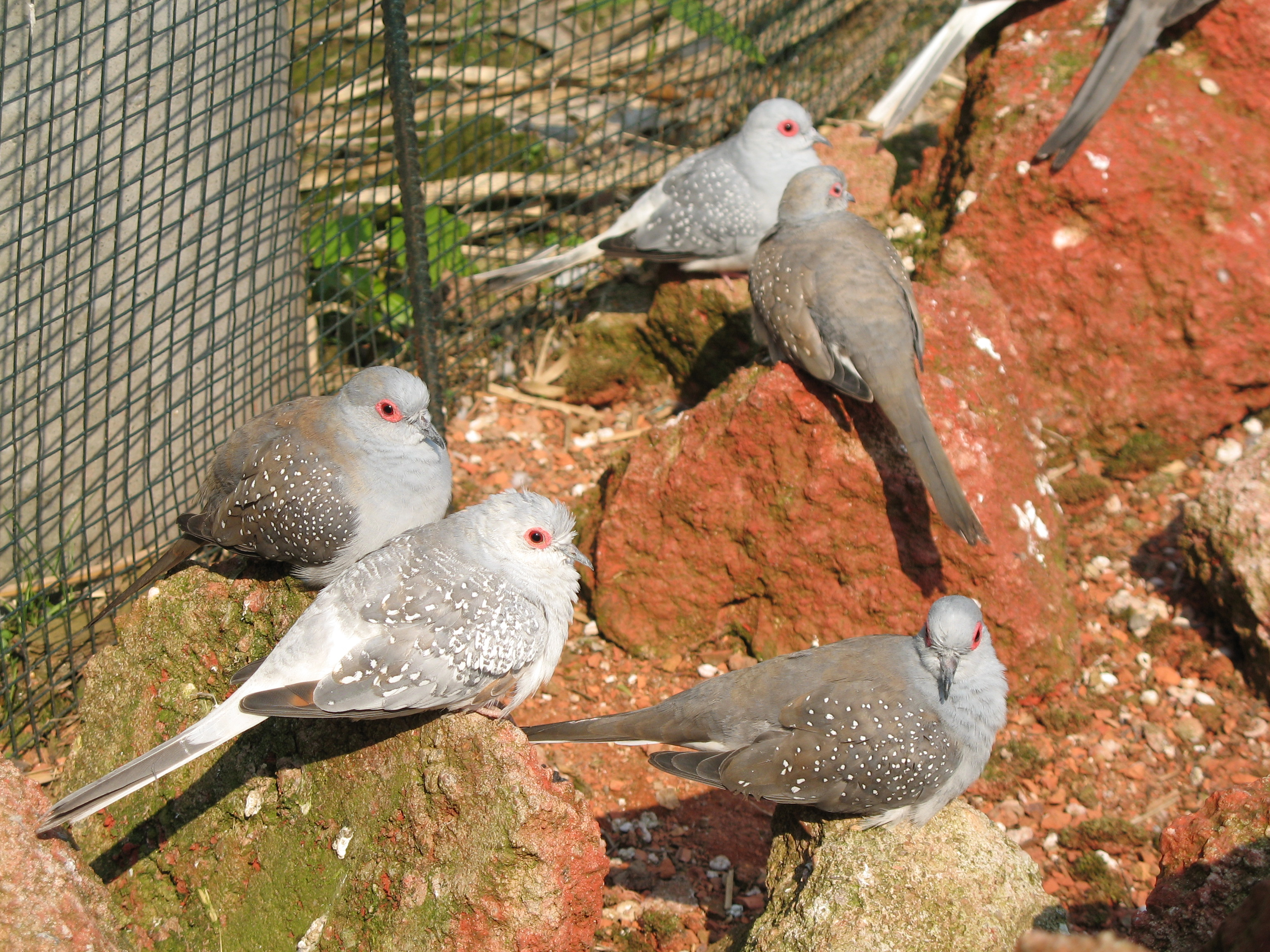
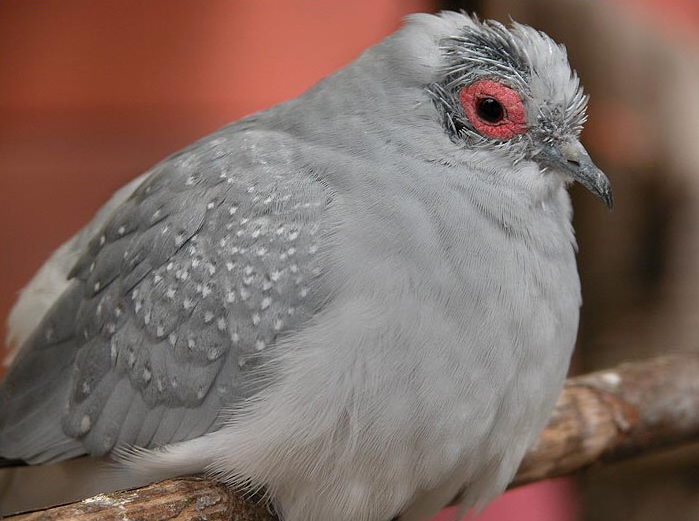